# Radušnica
Rádušnica je levi pritok Suhodolnice iz hribovja med Mislinjsko dolino in Uršljo goro. Izvira pod hribom Bricelj (627 m) v zahodnem delu razloženega naselja Raduše in teče najprej proti jugovzhodu, nato v izrazitem loku zavije proti severu in se nekoliko nad Starim trgom izliva v Suhodolnico.
Večji del porečja je v slabše odpornih ivniških skladih iz srednjega miocena, v katerih je nastalo živahno razčlenjeno nizko hribovje. V odpornejšem zgornjetriasnem dolomitu je le Kozji hrbet (951 m), izpod katerega priteka v Radušnico njen največji desni pritok.
Potok je razmeroma majhen in teče ves čas po naravni strugi, v glavnem po lastnih peščeno-ilovnatih naplavinah; le tu in tam so bili izvedeni manjši hidrotehnični posegi. Brežine so gosto obraščene z obvodnim grmovjem in drevjem, v naplavni ravnici je ob zgornjem toku večinoma gozd, niže po dolini travniki in njive. Najnižji deli naplavne ravnice so izpostavljeni hudourniškim poplavam.
Čeprav je potok majhen, je bil v preteklosti vir energije za pogon mlinov in žag. Ob potoku je nekoč delovala tudi kovačija Pri kovaču, ki se je z opremo vred ohranila do danes.
Zgornji tok Radušnice in bližnji potok Ježevec so vključili v območje Natura 2000 (Ježevec), predvsem zaradi ogrožene ribe donavskega potočnega piškurja (Eudontomyzon vladykovi), ki živi v obeh potokih.